# سرحرف مزین

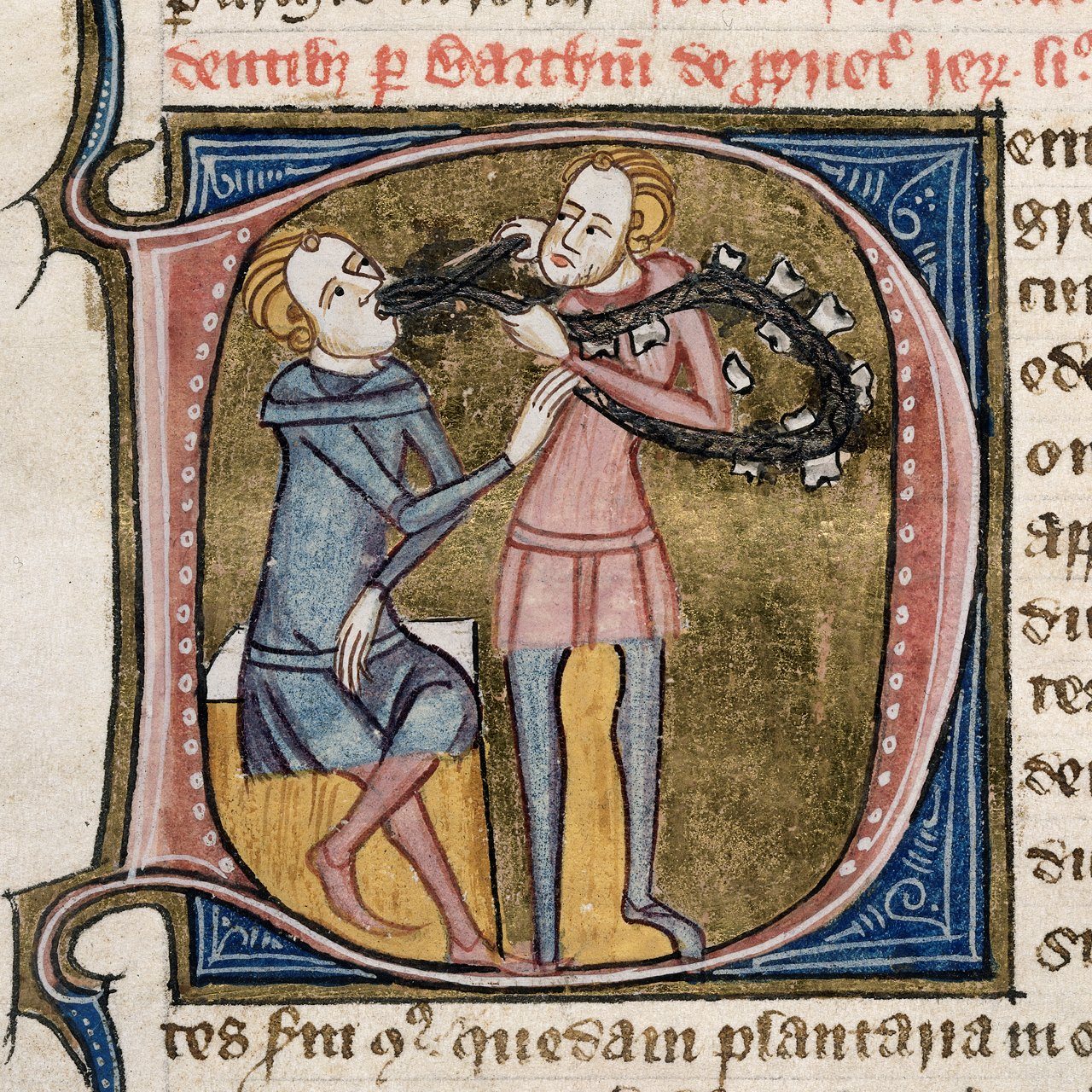
سرحرف مزین به نقوش آدمیزاد - دست‌نویس مربوط به قرون وسطی

سرحرف مزین (انگلیسی: Historiated initial) یا سرواژه تذهیب‌شده، تک‌حرف ابتدایی فصل یا مقدمه کتاب‌های قدیمی و به ویژه کتاب‌های دست‌نویس خطی است که بسیار درشت و تذهیب‌شده با نقش‌های انواع گل و گیاه بوده‌است. این سرحرف‌های مزین غالباً آمیخته با خطوط طوماری و تصاویر جانوران و گاهی آدمیزاد بوده‌است.

## نگارخانه

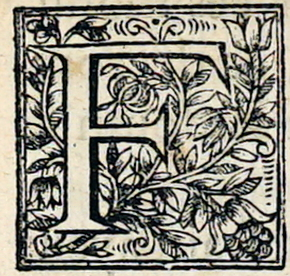
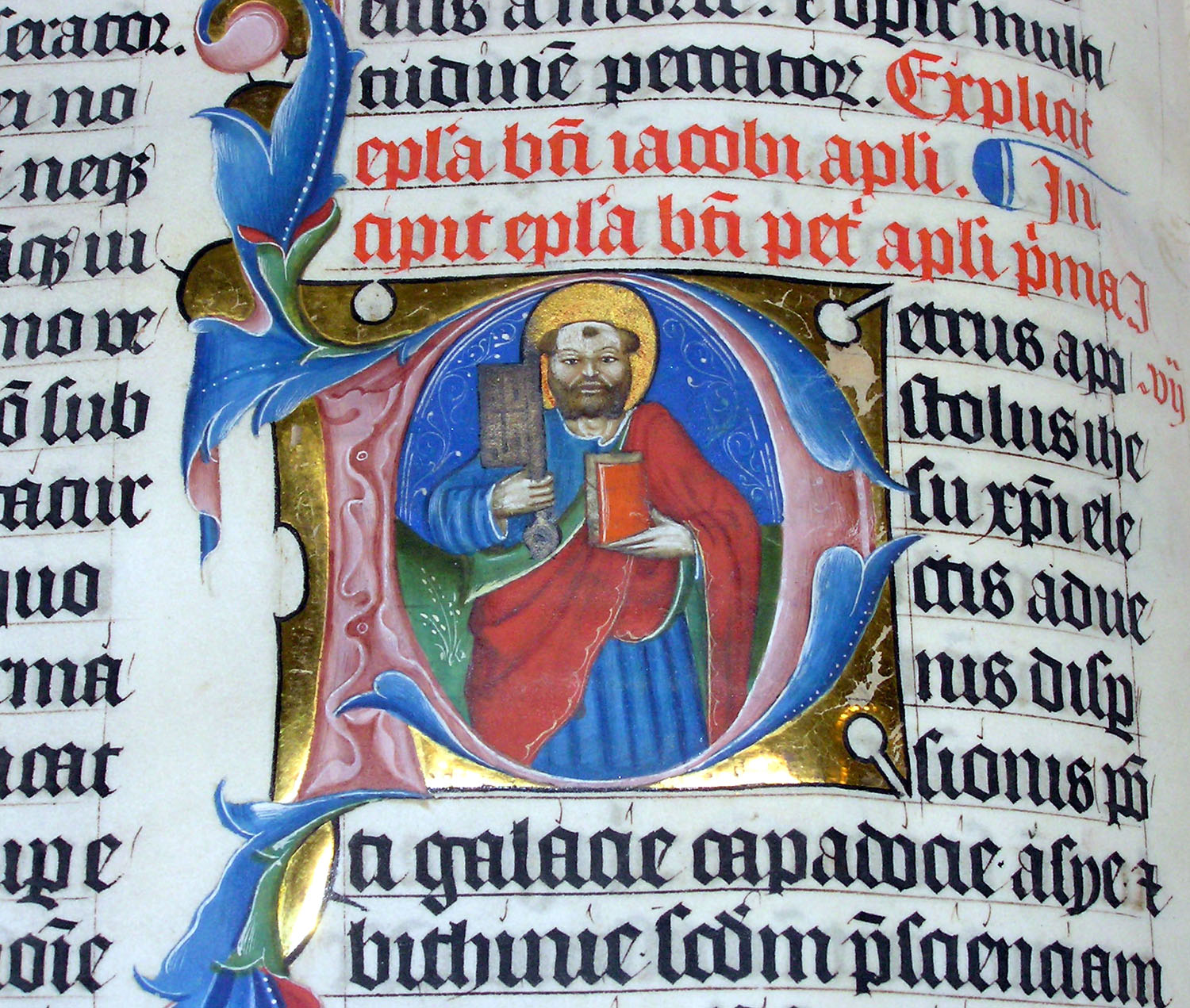
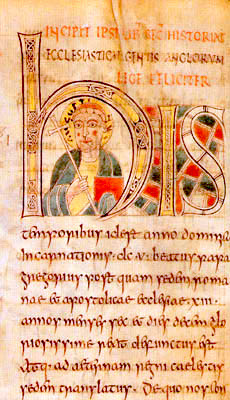